# American Monetary Institute
American Monetary Institute (AMI)  är en ideell stiftelse grundad 1996 för "oberoende studier av monetär historik, teori och reform". Institutet förespråkar en penningreform som innebär att makten över penningsystemet förs över från bankerna till USA:s finansdepartement. Hur detta är tänkt att gå till beskrivs i American Monetary Act. Organisationen står som värd för en internationell konferens på temat penningreform varje år. Chef för stiftelsen är Stephen Zarlenga, som bland annat skrivit boken The Lost Science of Money. Övriga medarbetare är Jamie Walton, Bob Poteat och Steven Walsh. En politiker som står organisationen mycket nära är Dennis Kucinich, Demokraterna.